# Kelly and Me
Kelly and Me (bra Kelly e Eu) é um filme de comédia estadunidense de 1957 dirigido por Robert Z. Leonard e escrito por Everett Freeman. O filme é estrelado por Van Johnson, Piper Laurie, Martha Hyer, Onslow Stevens, Herbert Anderson, Douglas Fowley e Frank Wilcox. Foi lançado em 10 de abril de 1957, pela Universal Pictures.

## Elenco
- Van Johnson ...Len Carmody
- Piper Laurie ...Mina Van Runkel
- Martha Hyer ...Lucy Castle
- Onslow Stevens ...Walter Van Runkel
- Herbert Anderson ...Ben Collins
- Douglas Fowley ...Dave Gans
- Frank Wilcox ...George Halderman
- Dan Riss ...Stu Baker
- Maurice Manson ...Sr. Johnson
- Gregory Gaye ...Milo
- Yvonne Peattie ...Miss Boyle
- Elizabeth Flournoy ...Miss Wilk
- Lyle Latell ...Joe Webb

## Produção
O contrato de Van Johnson para Kelly and Me incluía uma porcentagem dos lucros do filme. Foi Johnson que pediu para o estúdio que Robert Z. Leonard para dirigisse o filme.